# Национално знаме на Шотландия
Националното знаме на Шотландия е бял диагонален кръст (андреевски) на син фон.
Съотношението между ширина и дължина на знамето не е регламентирано, обикновено е 2:3 или 3:5. Ширината на диагоналните ивици, образуващи кръста, е една пета от ширината на знамето.
Според легендата през 832 г. крал Ангус Втори преди битката с англичаните се помолил горещо на Бог да му дари победа и дал обет, че ако победи, ще обяви свети апостол Андрей Първозвани за покровител на Шотландия. На сутринта облаците образували бял кръст на синьото небе във формата на буквата X. На такъв кръст бил разпънат свети апостол Андрей. Войските на Ангус Втори, макар и по-малобройни, удържали победа. Така свети апостол Андрей Първозвани бил обявен за светия покровител на Шотландия.
Първото изображение на този кръст като национален символ се появява на печата на шотландската гвардия през 1286 г., а самото знаме с този символ – през 1542 г. През 1601 г. знамето на Шотландия е обединено с Английското знаме в знамето на Великобритания.